# Eri Jabotinsky

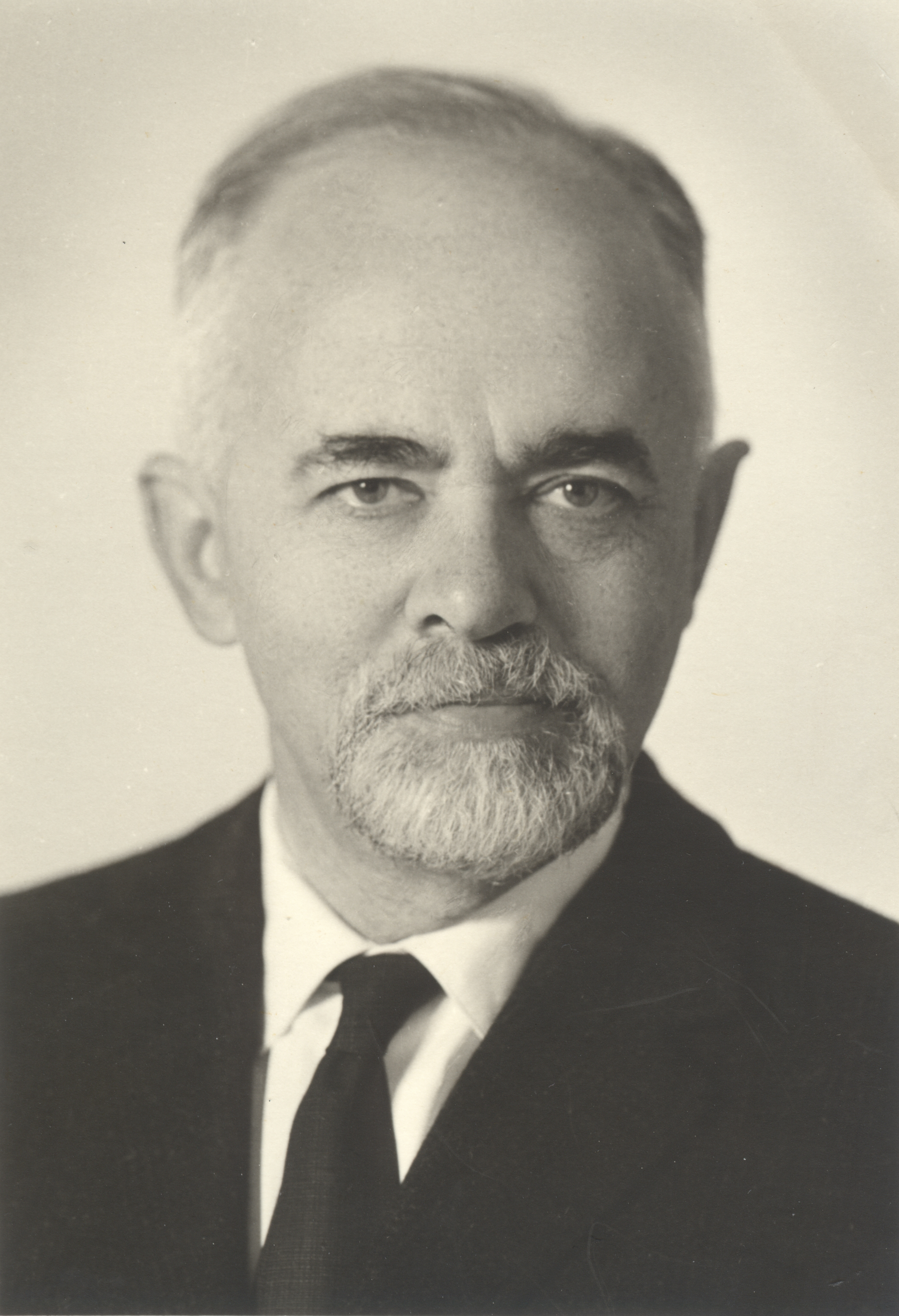
Eri Jabotinsky, 1968

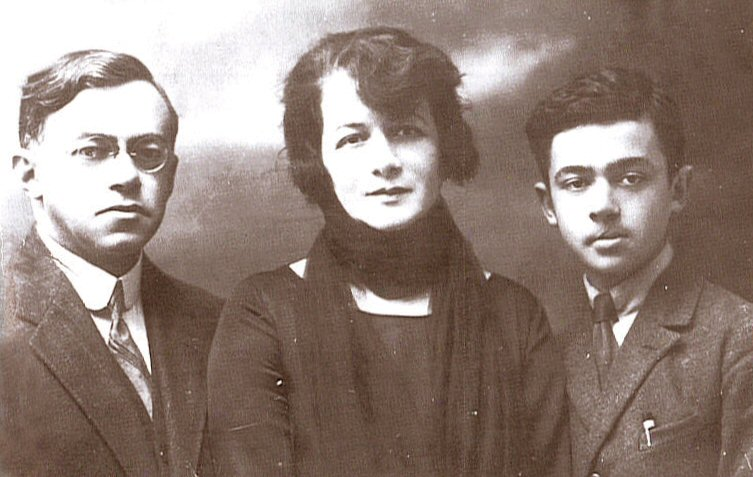
Eri mit Vater Zeev und Mutter Hannah

Flüchtlingsschiff Sakarya beim Einlaufen in Haifa, 1940

Eri Jabotinsky, auch Ari Jabotinsky (geboren 26. Dezember 1910 in Odessa; gestorben 6. Juni 1969 in Haifa), war ein revisionistisch zionistischer Aktivist, Mitglied der Jugendorganisation Betar und der Untergrundorganisation Irgun, Flüchtlingshelfer, Mitglied der ersten Knesset und Mathematiker, der zur Iterationstheorie publizierte.

## Frühe Jahre
Eri war der Sohn von Hanna und Zeev Jabotinsky, dem Begründer des revisionistischen Zionismus, und wuchs in Odessa auf. 1919 wanderte die Familie in das Mandatsgebiet Palästina aus. 1920 verließ die Familie das Land wieder und zog nach Paris. Dort arbeitete er von 1933 bis 1935 bei einem Flugzeughersteller. Danach kehrte er nach Palästina zurück und war beim Naharayim-Elektrizitätswerk im Jordantal beschäftigt.

## Frühe Zionistische Aktivitäten
Im Jahr 1936 wurde er ein Führer der Jugendorganisation Betar. Wegen seiner Aktivitäten wurde er von den Briten aus unterschiedlichen Anlässen inhaftiert und reiste im Jahr 1939 nach Europa, um dort für die Untergrundorganisation Irgun die nach britischem Recht illegale Immigration der bedrängten Juden nach Palästina (Alija Bet) zu organisieren. Bei seiner letzten Fahrt brachte er etwa 2300 Juden auf dem Schiff Sakarya aus Rumänien nach Palästina, wo sie im Februar 1940 ankamen. Jabotinsky wurde von den Briten wegen illegaler Migration inhaftiert. Nach dem Tod seines Vaters im August 1940 wurde er wieder freigelassen und ging in die Vereinigten Staaten.

## Bergsongruppe
Er schloss sich dort der Bergsongruppe unter Hillel Kook alias Peter Bergson an und wurde einer ihrer Führer. Die Gruppe setzte sich für die Bildung einer jüdischen Armee und die Rettung der Juden vor dem Holocaust ein. Mit spektakulären Aktionen, wie dem Marsch der Rabbiner, und Lobbyarbeit konnte sie mit dazu beitragen, dass Franklin D. Roosevelt Anfang 1944 das War Refugee Board gründete.
1944 ging er für die Bergsongruppe in die Türkei, um bei der Rettung von Juden auf dem Balkan zu helfen. Seine Bemühungen wurden von der Jewish Agency, britischen und amerikanischen Stellen gestört und Ehud Avriel sowie Nahum Goldmann drängten die Türkei, ihn auszuweisen. Er wurde nach dem Attentat der Lechi auf Lord Moyne auf britisches Drängen nach Palästina ausgewiesen und ins Gefängnis Akkon gebracht. Wegen der öffentlichen Debatte in den USA wurde er wieder freigelassen und kehrte in die Vereinigten Staaten zurück.

## Herut und Erste Knesset
Nach der Staatsgründung ging er nach Israel und wurde für die Herut, aus der später der Likud hervorging, in die erste Knesset gewählt. Mit Hillel Kook und Shmuel Merlin war er Vorreiter der 1950 gegründeten oppositionellen Fraktion "La Merchav" innerhalb der Herut. Dieser Flügel stand für einen säkularen und liberalen Postzionismus im Gegensatz zur ethnisch-nationalistischen Ausrichtung des Parteiführers Menachem Begin. Am 20. Februar 1951 verließ er zusammen mit Hillel Kook die Herut. In seinem Austrittsschreiben forderte er Menachem Begin erfolglos auf, den Namen seines Vaters nicht mehr zur Parteiwerbung zu verwenden.

## Lehrtätigkeit
Er unterrichtete von 1955 bis 1969 am Technion in Haifa.

## Werke (Auswahl)
Nach dem AMS Mathematical Review veröffentlichte er vierzehn mathematische Aufsätze, von denen sich vier mit der Iterationstheorie befassen:
- A rapidly convergent series for the Weierstrass elliptic function. (hebräisch) Riveon Lematematika 1 (1946),  S. 30–31.
- Sur la représentation de la composition de fonctions par un produit de matrices. Application à l’ itération de  ez et de ez−1. C. R. Acad. Sci. Paris 224 (1947), S. 323–324 (französisch).
- Sur les fonctions inverses. C. R. Acad. Sci. Paris 229, (1949), S. 508–509 (französisch).
- The minimal Tarry-Escott problem. In: Riveon Lematematika. 4, 1950 (hebräisch).
- Representation of functions by matrices. Application to Faber polynomials. In: Proc. Amer. Math. Soc. 4, 1953,  S. 546–553.
- Iterational invariants. In: Technion. Israel Inst. Tech. Sci. Publ. 6, 1954/1955, S. 64–80.
- A tentative explanation of the Weissenberg and Reiner effects by postulating the existence of gyroscopic phenomena in viscous flow. In: Bull. Res. Council Israel. Sect. A. 6, 1956, S. 65–76.
- mit A. Gutwirth: An alignment matrix and its applications to plane cubic curves and their rational points. In: Bull. Res. Council Israel. Sect. A. 6, 1956, S. 11–41.
- mit Paul Erdős: On sequences of integers generated by a sieving process. In: I, II. Nederl. Akad. Wetensch. Proc. Ser. A 61 = Indag. Math. 20, 1958, S. 115–128.
- mit Paul Erdős: Erdős, Paul; Jabotinsky, Eri: On analytic iteration. In: J. Analyse Math. 8, 1960/1961, S. 361–376.
- Analytic iteration. In: Trans. Amer. Math. Soc. 108, 1963, S. 457–477.
- l-sequences for nonembeddable functions. In: Proc. Amer. Math. Soc. 17, 1966, S. 738–741.
- Universal relations between the elements of Grunsky’s matrix. In: J. Analyse Math. 17, 1966, S. 411–417.
- On the use of spherical means in hydrodynamics. Application to the study of the inception of turbulence. In: Israel J. Math. 9, 1971, S. 3–19.

Biographie
- My Father: Zeev Jabotinsky. Steimatzsky 1980 (hebräisch).